# Asilo Filangieri
Das Asilo Ugo Filangieri ist ein Palast aus dem 16. Jahrhundert im Viertel San Lorenzo in Neapel in der italienischen Region Kampanien. Er liegt im Vico Giuseppe Maffei, 4.

## Geschichte
Im Jahre 1572 gehörte bereits ein Gebäude zur Ausübung künstlerischer und handwerklicher Tätigkeiten zum Kloster San Gregorio Armeno, wo Benediktinerbrüder lebten. In der Zeit zwischen dem Ersten und dem Zweiten Weltkrieg kaufte Gräfin Giulia Filangieri di Candida das Gebäude zur Nutzung als Internat für Waisenkinder und darüber hinaus, seit dort unmittelbar nach dem Weltkrieg viele Kinder aus weniger wohlhabenden Familien untergebracht waren, auch als Kollegium, in dem viele junge Menschen ausgebildet wurden, die auch eine Organisation von Ehemaligen ins Leben riefen. Leider wurde nach dem Erdbeben 1980 das Asilo vollkommen aufgegeben.
2012 wurde das Gebäude von einem Kollektiv von Unterhaltungs- und Kulturschaffenden als Zeichen des Protestes gegen die Restaurierung und erneute Aufgabe der Räumlichkeiten besetzt. In diesen Räumlichkeiten hätte sich der Sitz des Forum delle Culture 2014 befinden sollen, was aber nie stattfand. Heute hat sich das Kollektiv in eine offene Gemeinschaft mit nicht definierten Grenzen aufgelöst, die die Immobilie betreut, in deren Inneren gemeinnützige kulturelle und soziale Aktivitäten durchgeführt werden.
Man sollte sich an die hauptsächliche Aktivität des Institutes Asilo Ugo Filangieri erinnern, das jahrelang zur Ausbildung Hunderter von Kindern beigetragen hat.